# Danilo Stiepovich
Danilo Stiepovich (Trieste, 21 settembre 1912 – Oceano Atlantico, 14 gennaio 1941) è stato un militare italiano, decorato di Medaglia d'oro al valor militare alla memoria nel corso della seconda guerra mondiale.

## Biografia
Nacque a Trieste il 21 settembre 1912. Frequentò l'Istituto Nautico di Trieste, da dove uscì con il diploma di capitano marittimo, venendo poi arruolato nella Regia Marina per svolgere il servizio militare di leva. Nell'ottobre 1933 venne ammesso a frequentare il corso per Allievi ufficiali di complemento, da cui uscì nel giugno 1934 nominato aspirante sottotenente per la direzione di macchina, divenendo poi sottotenente in servizio permanente effettivo. Mobilitato allo scoppio della guerra d'Etiopia nel 1935, si imbarcò sul sommergibile Filippo Corridoni dove rimase per cinque anni, con brevi periodi a terra. A bordo del Corridoni partecipò ad alcune missioni operative durante il corso della guerra di Spagna. All'atto dell'entrata in guerra del Regno d'Italia, avvenuta il 10 giugno 1940, si trovava imbarcato sul sommergibile oceanico Comandante Cappellini in qualità di tenente direttore di macchina.
Trasferito con la sua unità alle dipendenze della base atlantica di Bordeaux (BETASOM), il 14 gennaio 1941 il Cappellini, al comando del capitano di corvetta Salvatore Todaro, si trovava in missione nelle acque dell'Oceano Atlantico quando avvistò il piroscafo armato inglese Eumaeus (7472 tsl). Il sommergibile impegnò combattimento contro l'unità inglese, e una volta entrato in azione egli sostituì volontariamente un mitragliere rimasto ferito e, sebbene ferito egli stesso da una scheggia di granata e gravemente mutilato, rifiutò ogni tipo di soccorso per non distogliere il personale dal proprio posto di combattimento, che terminò quando l'Eumaeus fu affondato a 118 miglia per 285° da Capo Sierra Leone.  Trasportato in infermeria, chiese di avere accanto a sé la bandiera di combattimento del Cappellini. Decedette qualche ora dopo, mentre il sommergibile si trovava in navigazione. Per onorarne il coraggio fu decretata la concessione della Medaglia d'oro al valor militare alla memoria. Una via di Roma, nel quartiere di Ostia portano il suo nome, così come una Piazza di Trieste.

### Fonti
1. 1 2  Gruppo Medaglie d'Oro al Valor Militare 1965, p. 539.
2. 1 2 3 4  Combattenti Liberazione.
3. ↑  La voce del marinaio.
4. 1 2 3 4 5  Brescia 2012, p. 232.
5. 1 2  Marina Difesa.
6. ↑   Sergio Bernacconi, Da testimone - Uomini fatti e memorie fra la cronaca e la storia, S.A.T.E. s.a.s., 1984,  p. 29.
7. ↑  Sito web del Quirinale: dettaglio decorato.